# Aloe charlotteae
Aloe charlotteae ist eine Pflanzenart der Gattung der Aloen in der Unterfamilie der Affodillgewächse (Asphodeloideae). Das Artepitheton charlotteae ehrt Charlotte Castillon, eine Enkelin des Erstbeschreibers der Art Jean-Bernard Castillon.

## Beschreibung

### Vegetative Merkmale
Aloe charlotteae wächst stammbildend und einzeln. Die aufrechten oder niederliegenden Stämme erreichen eine Länge von 30 bis 70 Zentimeter und sind 3 bis 8 Zentimeter dick. Die 15 bis 40 aufsteigenden bis aufrechten, dreieckig-zugespitzten Laubblätter bilden Rosetten. Die glauk-grüne, rötlich überhauchte Blattspreite ist 30 bis 50 Zentimeter lang und 5 bis 10 Zentimeter breit. Die Zähne am Blattrand sind 2 Millimeter lang und stehen 7 bis 10 Millimeter voneinander entfernt.

### Blütenstände und Blüten
Der Blütenstand besteht aus zwei bis fünf Zweigen und erreicht eine Länge von 70 bis 110 Zentimeter. Die Trauben sind 10 bis 17 Zentimeter lang. Die dreieckigen Brakteen weisen eine Länge von 3 Millimeter auf und sind 6 Millimeter breit. Die leicht glockenförmigen, gelben Blüten stehen an 45 Millimeter langen Blütenstielen. Die Blüten sind 40 Millimeter lang. Ihre äußeren Perigonblätter sind fast nicht miteinander verwachsen. Die Staubblätter und der Griffel ragen bis zu 2 Millimeter aus der Blüte heraus.

## Systematik und Verbreitung
Aloe charlotteae ist auf Madagaskar im Andringitra-Gebirge auf Granit verbreitet.
Die Erstbeschreibung durch Jean-Bernard Castillon wurde 2006 veröffentlicht.

## Nachweise